# Autoretrat com a al·legoria de la pintura
L'autoretrat com a al·legoria de la pintura o simplement La Pintura fou pintat per l'artista barroca italiana Artemisia Gentileschi. La pintura a l'oli sobre llenç fa 96,5 x 73,7 cm i probablement el feu durant la seua estada a Anglaterra entre 1638 i 1639. Estava en la col·lecció de Carles I i fou tornat a la Royal Collection (1660), on roman. El 2015 s'exhibí a la Galeria Cumberland del palau de Hampton Court.
L'escena mostra Artemisia Gentileschi pintant-se a si mateixa, representada com l'"Al·legoria de la pintura" il·lustrada per Cesare Ripa.
La pintura mostra temes feministes rars en una època en què les dones a penes eren reconegudes pels seus oficis. La representació de Gentileschi de si mateixa com l'epítom de les arts era una declaració audaç per al període. Encara que la pintura està hui eclipsada per moltes altres escenes més dramàtiques i crues de l'autora que reflecteixen els problemàtics anys més joves de l'artista, l'autoretrat fou molt controvertit en la seua època.
Michael Levey proposà per primera vegada que es tractava d'un autoretrat i una al·legoria al s. XX, la qual cosa no ha estat acceptada universalment, perquè alguns historiadors de l'art veuen les característiques de la figura com a massa diferents d'altres retrats de l'artista.

## Context històric
Artemisia Gentileschi nasqué a Roma el 1593, al començament de la pintura barroca. Son pare, Orazio, era un artista molt conegut, i Artemisia assajà en el seu taller durant anys abans de crear obres ella mateixa. En la dècada de 1610, Artemisia fou violada per un membre del taller, Agostino Tassi, un esdeveniment que marcà la resta de la seua vida i es reflecteix en el seu art, que sovint mostra temes d'«El poder de les dones» com Judith i Holofernes i Salomé amb el cap de sant Joan Baptista. L'enfocament de l'artista en el seu treball, lluny de l'espectador, destaca el drama del període barroc i el paper canviant de l'artista d'artesana a innovadora singular.
Conceptes abstractes com «pintura» es representaven tradicionalment amb figures al·legòriques femenines. L'autoretrat estigué influenciat per obres de Cesare Ripa, sobretot per la Iconologia, en què suggereix com s'han de representar les virtuts i els conceptes abstractes, amb qualitats i aparences humanes. Ripa assenyala que la «pintura» hauria de mostrar-se com "una dona bella, amb el cabell negre, despentinada, amb celles arquejades que mostren un pensament imaginatiu, la boca coberta amb un drap lligat rere les orelles, amb una cadena d'or al coll del qual penja una màscara, i escrit al davant "imitació". Sosté a la mà un pinzell, i a l'altra la paleta, amb roba de cortina evanescentment cobertes." Tret de la tela lligada al voltant de la boca, Artemisia Gentileschi segueix aquesta pauta amb prou precisió.

## Descripció
La composició de la pintura reflecteix altres obres d'art de l'època: utilitza línies diagonals per realçar la figura femenina i emfasitzar-ne el moviment cap al llenç i cap als espectadors. L'ús de l'escorç i altres tècniques tridimensionals demostren el talent de Gentileschi com a artista, i atrauen els espectadors a la pintura físicament i emotiva.
La llum prové de l'esquerra, però la font no és visible i és inusualment dura. El front del cos de Gentileschi està perfectament il·luminat, però l'esquena està enfosquida. Al front i les galtes, al coll i l'espatlla esquerra, una línia clara separa la llum de la foscor, tècnica de clarobscur que s'usava sovint durant el barroc per afegir una sensació dramàtica.
El color en el retrat és notable, a causa de la il·luminació i per la diferència natural en els tons. Mentre que la roba més fosca i el fons quasi es barregen, la pell pàl·lida de la cara i el braç dret es mostren immediatament. La cadena d'or del seu cos rellueix, i la cadena prop del cofre (que acaba en un penjoll de màscara) s'apaga lentament en un marró esblaimat.